# Benko Benković
Benko Benković (oko 1460. – 1523.), franjevac, provincijal Dalmacije, poznat ponajprije zahvaljujući istraživanjima Marije Bride. Benkovićevo filozofsko usmjerenje kretalo se uglavnom u okvirima škotističke skolastike, s tim što je neke zasade srednjovjekovlja podvrgnuo temeljitom propitivanju. Obarao se, primjerice, na pretjerani intelektualizam. Značajan je njegov pedagoški rad (prilagodio je jedan udžbenik skolastičke logike za potrebe svojih đaka).

## Djela
- Navigium beatae Mariae virginis a venerabili patre Benedicto Benedicti (1489.)
- Scotiae subtilitatis epidictom (1520.)